# Шостка (река)
Шостка (рус. Шостка) река је у централном делу Тверске области, на северозападу европског дела Руске Федерације. Протиче преко територија Торжочког и Калињинског рејона. Десна је притока реке Тиме и део басена реке Волге и Каспијског језера.
Укупна дужина водотока је 59 км, а површина сливног подручја око 336 км².